# شبكة المقراب الشمسي الراديوي
شبكة المقراب الشمسي الراديوي (RSTN) هي إحدى شبكات المراصد الشمسية التي تقوم عليها وتشغلها بالولايات المتحدة وكالة الطقس التابعة للقوات الجوية الأمريكية. وتتألف شبكة المقراب الشمسي الراديوي من مجموعة من المراصد الأرضية في أستراليا، وإيطاليا، وماساتشوستس، ونيومكسيكو وهاواي.

## معلومات تاريخية
بدا جليًا في مطلع عقد الستينيات بالقرن العشرين إمكانية تداخل بعض الظواهر المناخية الفضائية لأهداف الولايات المتحدة المعلنة الرامية إلى إرسال بعثات إلى القمر. وعلى وجه الخصوص، عندما ينبعث عن الشمس طاقة إشعاعية كهرومغناطيسية مستمرة وجزيئات ذات شحنة كهربية، والتي قد تتسبب في حدوث اضطرابات في البيئة القريبة من الأرض وتعطيل الاتصالات بواسطة الأقمار الصناعية.
ومن أبرز هذه المخاوف احتمالية نشوب عاصفة جيومغناطيسية ذات أصل شمسي. وتشتهر الانفجارات الراديوية من النوع الثاني المتري، وموجات الصدمة الإكليلية أو الانبعاث الكتلي الإكليلي، بارتباطها ارتباطًا وثيقًا بالانفجارات الشمسية. لذا، تم تكليف معمل أبحاث القوات الجوية بالولايات المتحدة (AFRL) بمهمة إنشاء شبكة أرضية من المراصد الشمسية والتحقق من صحة عملها. فقام معمل أبحاث القوات الجوية بتأسيس شبكة عالمية من أجهزة لتسجيل تردد المسح التي يمكن عن طريقها القيام بتقديرات لسرعة الصدمة في الإكليل. وتستخدم هذه الشبكة، والتي تدعى شبكة المقراب الشمسي الراديوي (RSTN)، عرض نطاق يمتد من 25 ميجاهرتز وحتى 85 ميجاهرتز. وقد تم تجميع النموذج الأولي وتشغيله في مرصد ساجامور هيل للطاقة الشمسية في مطلع ستينيات القرن العشرين. كما بدأ مرصد ساجامور هيل تشغيل الدوريات الشمسية عام 1966. ونقل المختبر الجيوفيزيائي التابع للقوات الجوية الأمريكية (AFGL، مختبر فيليبس حاليًا) عمليات المرصد إلى السرية 2 من المجموعة الثانية للطقس التابعة لوكالة الطقس التابعة للقوات الجوية في أكتوبر 1978. ومع ذلك، لا يزال مختبر فيليبس يعمل بصفة استشارية للمرصد.
اكتملت الإمكانات الحقيقية لشبكة المقراب الشمسي الراديوي من خلال استخدام مقراب راديوي يعمل من تردد 25 ميجاهرتز (القطع الأيونوسفيري) وحتى 1800 ميجاهرتز بواسطة خدمة التنبؤ الأيونوسفيرية في كالجورا، أستراليا. وحاليًا يجري تحديث نظام شبكة المقراب الشمسي الراديوي التابعة للقوات الجوية الأمريكية ليصل تردد عرض النطاق من 25 ميجاهرتز وحتى 180 ميجاهرتز باستخدام نظام المطياف الراديوي الشمسي (SRS) في باليهوا في هاواي؛ وسان فيتو دي نورماني في إيطاليا؛ وساجامور هيل في وماساتشوستس؛ ومطار ليرمونث بأستراليا الغربية. ومن المقرر نقل موقع ساجامور هيل إلى قاعدة هولومان للقوات الجوية بنيوميكسكو.
تهدف المراصد الشمسية التابعة لشبكة المقراب الشمسي الراديوي إلى مراقبة الانفجارات الشمسية، وعواصف الصوت وغيرها من انبعاثات الطاقة الصادرة عن الشمس، وإخطار الهيئات العسكرية والمدنية المعنية بأمور الفضاء والطقس والطاقة والاتصالات في جميع دول العالم عند الضرورة. ويتم تشغيل المراصد في سرايا المجموعة الثانية للطقس، كما يلي:
- سرية 1, مطار ليرمورنث، أستراليا الغربية، أستراليا
- سرية 2, مرصد ساجامور هيل للطاقة الشمسية، هاميلتون، ماساتشوستس، الولايات المتحدة
- سرية 4, قاعدة هولومان للقوات الجوية، نيوميكسكو، الولايات المتحدة
- سرية 5، باليهوا، هاواوي، الولايات المتحدة
- سرية 6, مرصد سان فيتو الشمسي، سان فيتو دي نورماني، إيطاليا

يجري حاليًا تحديث نظام شبكة المقراب الشمسي الراديوي التابعة للقوات الجوية الأمريكية ليصل تردد عرض النطاق من 25 ميجاهرتز وحتى 180 ميجاهرتز باستخدام نظام المطياف الراديوي الشمسي (SRS) في باليهوا في هاواوي؛ وسان فيتو دي نورماني في إيطاليا؛ وساجامور هيل في ماساتشوستس ومطار ليرمونث بأستراليا الغربية. اكتملت الإمكانات الحقيقية لشبكة المقراب الشمسي الراديوي من خلال استخدام مقراب راديوي يعمل من تردد 25 ميجاهرتز (القطع الأيونوسفيري) وحتى 1800 ميجاهرتز بواسطة خدمة التنبؤ الأيونوسفيرية في مرصد باول وايلد بـكالجورا، نيوساوث ويلز في أستراليا. ومن المقرر نقل موقع ساجامور هيل في المستقبل إلى قاعدة هولومان للقوات الجوية في نيوميكسكو.